# Gebäude der Deutschen Rentenversicherung Bund
Das Gebäude der Deutschen Rentenversicherung Bund ist ein Hochhaus in Berlin-Wilmersdorf.

## Geschichte
Das Hochhaus der Deutschen Rentenversicherung Bund (ehemals BfA) wurde vom Architekten Hans Schaefers geplant und gebaut und steht am Hohenzollerndamm im Berliner Bezirk Charlottenburg-Wilmersdorf. Das 95,4 m hohe Gebäude (mit Technikaufbau 100 m) wurde in den Jahren 1973 bis 1977 gebaut und befindet sich in unmittelbarer Nähe zum Bahnhof Berlin Hohenzollerndamm.
Zwischen 2013 und 2019 wurde das Hochhaus aufwendig saniert. Die Arbeiten wurde 3 Jahre später als ursprünglich geplant fertiggestellt. Auch die Kosten für die Sanierung fielen mit 196 Millionen € höher aus als die ursprünglich veranschlagten 167 Millionen €. Durch die Sanierung konnte die Zahl der im Gebäude arbeitenden Beschäftigten von 1300 auf 1600 erhöht werden.
Die Außenhülle des Hochhauses besteht aus einer Aluminiumverkleidung, die an den äußeren Enden des Gebäudes abgerundet ist. Das Hochhaus ähnelt sowohl in seiner Form als auch in seiner Materialverwendung dem Silberturm der ehemaligen Dresdner-Bank-Zentrale in Frankfurt am Main (erb. 1978).